# L'avvocato veneziano
L'avvocato veneziano è una commedia teatrale in tre atti in prosa scritta da Carlo Goldoni nel 1749 e rappresentata per la prima volta a Venezia durante il Carnevale del 1750 con molto successo. In seguito fu portata anche all'estero.
Dopo avere messo in scena l'anno precedente, ne Il cavaliere e la dama, figure negative di avvocati e procuratori, il commediografo veneziano, ex avvocato, volle dedicare una commedia a un legale integro e rispettabile: Era ben giusto che all'onoratissima mia professione dar procurassi quel risalto, che giustamente le si conviene.

## Trama
Rovigo, città dello Stato Veneto. L'avvocato Alberto, giunto da Venezia per difendere Florindo in un processo contro Rosaura, si innamora di quest'ultima. Nonostante ciò, difenderà con tutte le sue forze e capacità il suo cliente e vincerà la causa. Una volta libero dagli impegni professionali, chiederà a Rosaura di sposarlo.

## Poetica
Scrisse l'autore, con una buona dose d'ironia, nella prefazione all'edizione a stampa: Il mio Avvocato non è che una copia dei buoni ed un ammaestramento ai cattivi. Chi lo somiglia, si consoli; chi va distante, arrossisca; chi non sa, impari; e chi sa, mi difenda.